# Història clínica
La història clínica és un document mèdic i legal que sorgeix del contacte entre el professional de la salut (metge, fisioterapeuta, odontòleg, psicòleg, infermer, podòleg, etc.) i el pacient, en el qual es recull la informació necessària per a la correcta atenció dels pacients. La història clínica és un document vàlid des del punt de vista clínic i legal, que recull informació de tipus assistencial, preventiu i social.

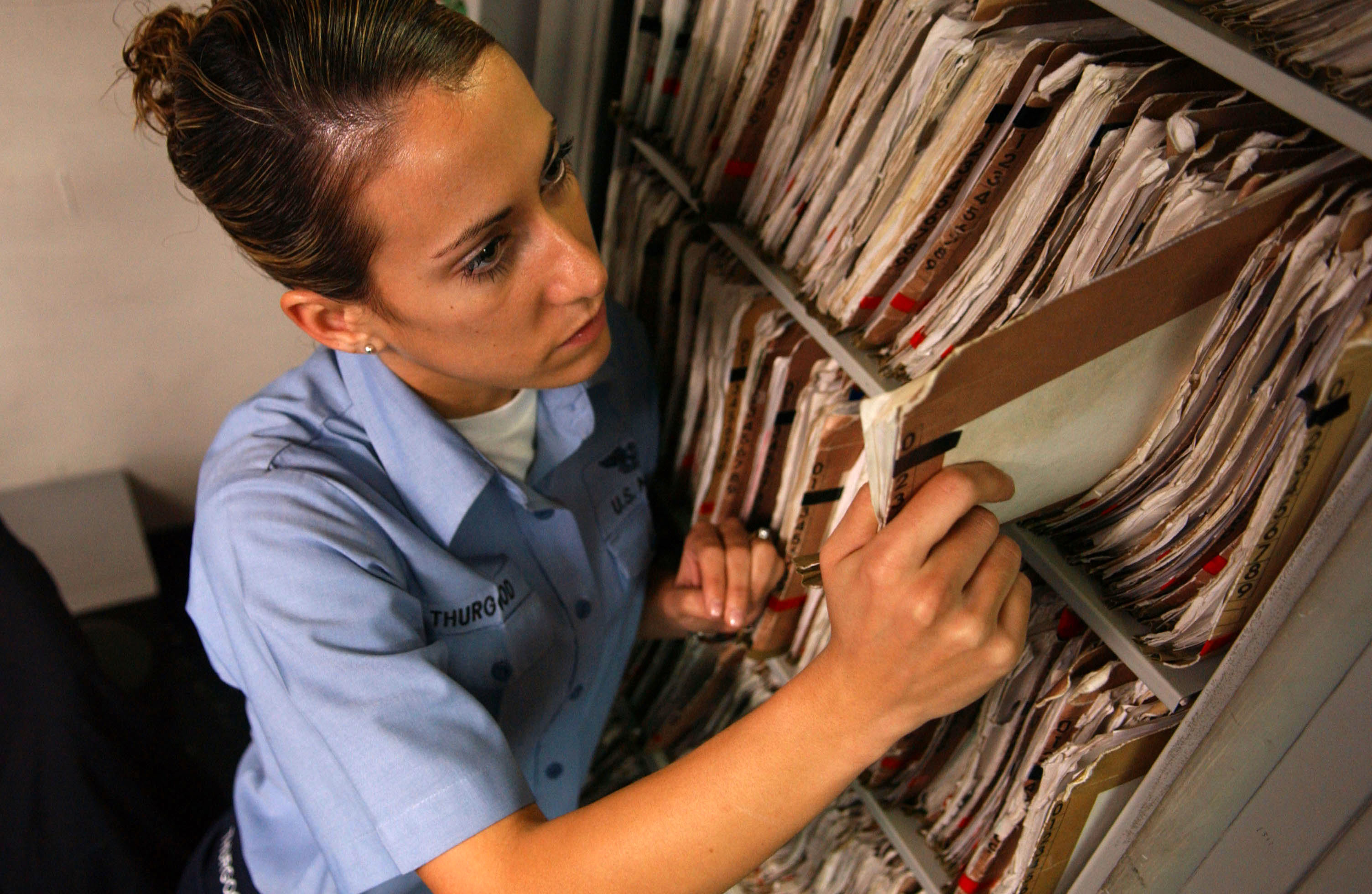
Un arxiu d'històries clíniques.

## Origen
La història clínica s'origina amb el primer episodi de malaltia o control de salut en què el pacient és atès, ja sigui a l'hospital o al centre d'atenció primària, o en un consultori mèdic. La història clínica està inclosa dins del camp de la semiologia clínica.
El registre de la història clínica constitueix un document primari en un sistema d'informació sanitari, imprescindible en el seu vessant assistencial, administrativa, i constitueix el registre complet de l'atenció oferta al pacient durant la seva malaltia, del que es deriva la seva transparència com a document legal.
Amb el transcurs del temps, les dades sorgides de la malaltia del pacient ajuden a comprendre la variació de la història natural de la malaltia.

## Contingut
- Dades administratives, com poden ser la data de naixement, el sexe, l'adreça, sistema de contacte amb el pacient o aspectes socials.
- Antecedents familiars i personals, que poden incidir en la salut.
- La informació continguda en un procés és el mètode clínic, ordre de treball semiològic, per diferents vies que són:
  - Anamnesi, que és la informació sorgida de l'entrevista clínica proporcionada pel mateix pacient (o familiar, en el cas de menors d'edat, alteracions de la consciència del pacient, o del responsable de l'animal en el cas dels veterinaris)
  - Exploració física o examen físic: a través de la inspecció, palpació, percussió i auscultació del pacient es registren dades com: el pes, la talla, l'índex de massa corporal i els signes vitals.
  - Exploracions complementàries (proves o exàmens complementaris) de laboratori, diagnòstic per la imatge i proves especials realitzades al pacient;
  - Orientació diagnòstica: basats en la informació extreta de l'interrogatori i exploració física, qualificats de presumptius, ja que estan subjectes a resultats obtinguts al laboratori o proves de gabinet (estudis de la imatge), així com a la pròpia evolució de la malaltia. Ocasionalment, judicis de valor que el propi metge extrau o de documents que ell elabora per a fonamentar un diagnòstic, prescriure el tractament i, finalment, deixar constància del curs de la malaltia;
  - Tractament instaurat o pauta d'actuació (quins són els següents pasos a realitzar)'.

## Descripció
A més de les dades clíniques que tinguin relació amb la situació actual del pacient, incorpora les dades dels seus antecedents personals i familiars, els seus hàbits i tot allò vinculat amb la seva salut biopsicosocial. També inclou el procés evolutiu, tractament i recuperació. La història clínica no es limita a ser una narració o exposició de fets simplement, sinó que inclou en una secció a part els judicis, documents, procediments, informacions i consentiment informat. El consentiment informat del pacient, que s'origina en el principi d'autonomia, és un document on el pacient deixa registrat i signat el seu reconeixement i acceptació sobre la seva situació de salut i/o malaltia i participa en la presa de decisions del professional de la salut.

### Models
Hi ha diversos models d'història clínica:
- la cronològica: la tradicionalment usada als hospitals;
- l'orientada per problemes de salut, emprada sobretot en atenció primària i descrita pel doctor Lawrence L. Weed el 1968;[1][2]
- la protocolitzada: amb preguntes tancades, s'utilitza per al seguiment de malalties molt concretes; s'usa en unitats especialitzades.

### Suport físic
Bàsicament la història clínica en l'actualitat té dos tipus de suports:
- Paper: una sèrie de formularis que s'ordenen en una carpeta. Pot ser individual o familiar.
- Electrònic: és la denominada història clínica electrònica emmagatzemada en ordinadors mitjançant la utilització de programes informàtics.[3][4][5]

### Gestió de l'arxiu en format paper
Aquesta documentació degudament encarpetada passa a l'arxiu central de l'hospital o centre de salut per a la seva corresponent custòdia. És responsabilitat d'aquest sector l'oportú lliurament de la mateixa als diferents professionals que la sol·licitin. No resulta estrany trobar hospitals que lliuren/reben diversos centenars i fins a alguns milers d'històries clíniques al dia. És fàcil imaginar les dificultats que això implica.
Es coneixen, almenys, tres diferents procediments d'arxivat: correlatiu (per nombres correlatius començant des de l'u), per dígit terminal (per exemple a partir de la data de naixement del pacient) i per valor posicional dinàmic assistit per ordinador.
Els dos primers corresponen a dissenys realitzats en l'era prèvia a la digitalització dels arxius, i es caracteritzen per ocupar grans espais i generar molta feina en el seu rearxiu. De totes maneres són els més difosos en aquest moment. Tots dos impliquen l'existència d'Ubicació Unívoca (un lloc per a cada carpeta i cada carpeta en el seu lloc) en perfecte ordenament.
Des de fa ja més d'una dècada, alguns hospitals de l'Argentina utilitzen el sistema de Valor Posicional Dinàmic.

### Gestió de la història clínica informatitzada
Amb la història clínica informatitzada persisteixen els problemes d'emmagatzematge (centralitzat o descentralitzat) i de protecció, confidencialitat i seguretat de les dades clíniques.

## Funcions
La informació recollida i ordenada en la història clínica és un registre de dades imprescindible per al desenvolupament de les funcions professionals dels metges:
- Clínica o assistencial: és la principal, i la que li dona sentit a la creació i gestió continua en la relació metge-pacient.
- Docència: permet aprendre tant dels encerts com dels errors de les activitats desenvolupades.
- Recerca: a partir de la informació que aporta la història clínica es poden plantejar preguntes de recerca sanitària, amb l'objectiu de buscar respostes científiques raonables.
- Epidemiologia: amb les dades acumulades en les històries clíniques, es poden extrapolar perfils i informació sanitària local, nacional i internacional.
- Millora contínua de la qualitat: la història clínica és considerada per les normes deontològiques i legals com un dret del pacient, derivat del dret a una assistència mèdica de qualitat; lloc que es tracta d'un fidel reflex de la relació metge-pacient, així com un registre de l'actuació medico-sanitari prestada al pacient. El seu estudi i valoració permet establir el nivell de qualitat assistencial oferta.
- Gestió i administració: la història clínica és l'element fonamental per al control i gestió dels serveis mèdics de les institucions sanitàries.
- Medico-legal: la història clínica és un document legal, que s'usa habitualment per enjudiciar la relació metge-pacient.

## Propietat
La Llei 41/2002 de 14 de novembre de l'autonomia del pacient i els drets i obligacions en matèria d'informació i documentació clínica (Espanya), no especifica a qui pertany la història clínica, per contra sí que indica quines són les institucions assistencials les encarregades de custodiar, vigilar, regular i facilitar l'accés a elles.
No és, tampoc, propietat de l'equip facultatiu, malgrat ser artífexs materials d'ella.
No obstant això, igual que el pacient, tindran el dret a ser conservada la seva intimitat en cas de revisió de la mateixa per part del pacient.
Tampoc, s'indica en la llei, que la història clínica sigui propietat del pacient, malgrat ser l'agent causal d'ella.

Així i tot, la llei 41/2002 deixa els límits que té aquest per tenir accés a la seva pròpia història, que segons el paràgraf 3º de l'article 18:
| « | El dret a l'accés del pacient a la documentació de la història clínica no pot exercitar-se en perjudici del dret de terceres persones a la confidencialitat de les dades que consten en ella recollits en interès terapèutic del pacient, ni en perjudici del dret dels professionals participants en la seva elaboració els quals poden oposar al dret d'accés la reserva de les seves anotacions subjectives. | » |

És un tema molt discutit el què es considera anotació subjectiva i què no.
Respecte a la propietat de la història clínica, de l'única cosa que podem estar segurs és que en cas de denúncia, i una vegada que la història és reclamada pel jutjat, la discussió manca de sentit, ja que passa a ser propietat judicial amb totes les seves conseqüències.

## Legislació per països

### Espanya
- Llei General de Sanitat (14/1986, de 25 d'abril):[11] El pacient té dret al fet que quedi constància per escrit de tot el seu procés, (en una història clínica), així com a rebre un Informe d'Alta en finalitzar la seva estada hospitalària i a l'informe de consulta externa.
- La història clínica s'identifica amb un nombre únic per cada pacient i ha de ser emmagatzemada de forma centralitzada en un únic lloc.
- Reial decret 63/1995 (BOE 10-2-95):[12] El pacient té dret a la comunicació o lliurament, a petició de l'interessat, d'un exemplar de la seva història clínica o de determinats dades contingudes en aquesta, sense perjudici de l'obligació de la seva conservació al centre sanitari.
- El Sistema Públic ha de preservar i garantir la confidencialitat de les dades contingudes en la Història clínica. «El pacient té dret a la confidencialitat de tota la informació relacionada amb el seu procés i amb la seva estada en institucions sanitàries públiques o privades que col·laborin amb el sistema públic».
- L'accés a la història clínica sense autorització, en perjudici d'un tercer, està tipificat com a delicte greu i està castigat amb penes de presó. Igualment el professional que reveli o divulgui dades de la història clínica serà castigat amb les mateixes penes.
- La Història clínica ha de ser un reflex veraç del curs de la malaltia. Les dades incloses entre els seus documents no poden ser alterats, falsejats ni simulats, la qual cosa constituiria un delicte de falsedat documental que està penat pel mateix Cos Legal.
- LOPD: Llei Orgànica de Protecció de Dades de caràcter personal (Llei Orgànica 15/1999, de 13 de desembre).[13]
- Llei 41/2002, de 14 de novembre,[14] bàsica reguladora de l'autonomia del pacient i de drets i obligacions en matèria d'informació i documentació clínica.

## Privadesa i confidencialitat
D'aquesta forma, tot el personal que tracta amb les dades de caràcter personal dels pacients (fitxers de qualsevol tipus) o que manté relació laboral amb ells i, per tant, té accés a informació confidencial està obligat a mantenir el secret de la informació coneguda.
No només està obligat pel Codi Deontològic de la seva professió (en el cas dels metges i infermeres), sinó també per la legislació en matèria de protecció de dades i per la legislació penal.
El secret professional s'aplica als facultatius, psicòlegs, infermeria, fisioterapeutes, terapeutes ocupacionals, auxiliars d'infermeria, podòlegs, cel·ladors i personal administratiu, així com al personal auxiliar de l'hospital.
El manteniment de la confidencialitat i privadesa dels pacients implica primerament a la història clínica, que ha d'estar custodiada de forma adequada, romanent accessible únicament al personal autoritzat.
No obstant això, els preceptes de privadesa han de ser observats en tots els camps de la vida hospitalària: la privadesa al moment de la realització de l'anamnesi i de l'exploració física, la privadesa al moment de la informació als familiars, les converses entre sanitaris en els passadissos, el manteniment de la reserva adequada de les dades dels pacients en els controls d'infermeria de les plantes d'hospitalització (taulons, pissarres), les converses telefòniques, els intèrfons oberts...